# Подветренно-Телеутское
Подветренно-Телеутское — село в Каменском районе Алтайского края. Административный центр Телеутского сельсовета.

## История
Основано в 1826 году. В 1928 году состояло из 268 хозяйств, основное население — русские. Центр Подветренно-Телеутского сельсовета Каменского района Каменского округа Сибирского края.

## Население
| 1926 | 1997 | 1998 | 1999 | 2000 | 2001 | 2002 | 2003 | 2004 | 2005 | 2006 | 2007 | 2008 | 2009 |
| ---- | ---- | ---- | ---- | ---- | ---- | ---- | ---- | ---- | ---- | ---- | ---- | ---- | ---- |
| 1237 | ↘178 | ↗185 | ↗190 | ↘166 | ↘149 | ↘142 | ↘141 | ↘134 | ↘125 | ↘102 | ↘79  | ↘78  | ↘62  |
| 2010 | 2011 | 2012 | 2013 |      |      |      |      |      |      |      |      |      |      |
| ↘52  | ↗54  | ↗57  | ↘50  |      |      |      |      |      |      |      |      |      |      |